# Antonowo (Litwa)
Antonowo (lit. Antanavas) – wieś na Litwie, w okręgu mariampolskim, w rejonie kozłoworudzkim, siedziba gminy Antonowo. W 2011 roku liczyła 600 mieszkańców.
Za Królestwa Polskiego wieś była siedzibą gminy Antonowo w powiecie mariampolskim, w guberni suwalskiej.